# سسک چشم‌سفید گلوخامه‌ای
سسک چشم‌سفید گلوخامه‌ای (نام علمی: Zosterops atriceps) گونه‌ای از پرندگان خانواده چشم‌سفیدان (Zosteropidae) و بومی شمال ملوک است.
زیستگاه‌های طبیعی آن جنگل‌های جلگه‌ای نمناک نیمه‌گرمسیری یا گرمسیری و جنگل‌های حرای نیمه‌گرمسیری یا گرمسیری است. آنها را می‌توان در ملوک شمالی در اندونزی پیدا کرد.